# Монтерде, Хулио
Хулио Мансанилья Гомес (исп. Julio Manzanilla Gómez), более известный как Хулио Монтерде (исп. Julio Monterde) (1 декабря 1928 — 15 декабря 2006, Мехико, Мексика) — мексиканский актёр театра и кино.

## Биография
Родился 1 декабря 1928 года. В мексиканском театре дебютировал в конце 1940-х годов. Свою театральную карьеру он начал с пьесы «Незавершенная симфония» вместе с другими великими актерами, такими как Хулио Алеман и Мигель Корсега. Что касается своей работы в спектакле, он охарактеризовал ее как «невероятный опыт». В мексиканском кинематографе дебютировал в 1951 году в фильме «Покоритель морей», после чего снялся в ещё одном фильме в том же году. Его первая главная роль пришлась на фильм «Новые лица» в 1956 году. Он продолжал участвовать в различных фильмах, позже переключился на телесериалы. У него была плодотворная актёрская карьера, дебютировал в 1960 году в телесериале Лицо из прошлого. Всего актёр снялся в 71 работе в кино, включая 30 телесериалов. Актёр принимал также участие в съёмках фильмов Великобритании и США, всего актёр снялся в трёх таких фильмах — Капитан Горацио, Ловчий 3 и Убийство в трёх актах.

### Последние годы жизни
В конце ноября 2006 года его здоровье серьезно ухудшилось, и он был госпитализирован в больницу Сантаэлена в Мехико, где находился в больнице 17 дней в тяжелом состоянии.
Скончался 15 декабря 2006 года в больнице Сантаэлена в Мехико. Первыми информацию о смерти узнали в пресс-службе Национальной ассоциации актёров (ANDA) где почётным членом которой был актер. Актёр был верен своей профессии на протяжении 60 лет.

## Награды и премии
Актёр был награждён некоторыми  наградами и премиями, среди них он был награждён в 1996 году медалью Эдуардо Аросамены за 50 лет творческой карьеры.

## Фильмография

### Телесериалы
| Год       | Название телесериала                              | Роль                                |
| --------- | ------------------------------------------------- | ----------------------------------- |
| 1960      | Лицо из прошлого                                  | Эпизод                              |
| 1962      | Марсела                                           | Эпизод                              |
| 1968      | Умершая любовь                                    | Эпизод                              |
| 1971      | У любви женское лицо                              | Отон                                |
| 1973      | Возлюби ближнего своего                           | Эпизод                              |
| 1975      | Бедная Клара; Нарасхват                           | Оскар; Гонсало Алькосер             |
| 1981      | Право на рождение                                 | Николас                             |
| 1982      | Бьянка Видаль                                     | медик                               |
| 1983-84   | Проклятие                                         | эпизод                              |
| 1985-2007 | Женщина, случаи из реальной жизни                 |                                     |
| 1986      | Пленница                                          |                                     |
| 1987      | Путь к славе                                      | Абелардо Родригес                   |
| 1987-88   | Дикая Роза                                        | доктор Родриго Альварес             |
| 1987-94   | Отец-одиночка                                     | эпизод                              |
| 1988-90   | Отмеченное время                                  | папа Кристины                       |
| 1989-90   | Карусель                                          | эпизод                              |
| 1991      | В лезвие смерти                                   | Марселино                           |
| 1993      | Дикое сердце                                      | брат Доминго                        |
| 1995      | Алондра                                           | эпизод                              |
| 1996      | Ложь во спасение; Песня любви                     | Бенхамин; Хосе Антонио              |
| 1997      | Мария Исабель                                     | Доктор Кармона                      |
| 1998      | Узурпаторша; Что происходит с нами?               | доктор Педроса; эпизод              |
| 1998-99   | Привилегия любить                                 | отец Селорио                        |
| 1998-2000 | Дневник Даниэлы                                   | падре                               |
| 1999      | Росалинда                                         |                                     |
| 2000      | Друзья навеки                                     | маэстро Феликс                      |
| 2000-02   | За один поцелуй                                   |                                     |
| 2001      | Злоумышленница; Рождество без конца               | доктор Хосе «Пепе» Картайя; Агустин |
| 2001-02   | Источник                                          | падре Хуан Росарио                  |
| 2002-03   | Да здравствуют дети!; Путь любви                  | эпизод; Хавьер Лойола               |
| 2003      | Твоя история любви                                | Мануэль                             |
| 2004      | Мой грех — в любви к тебе                         | падре Лусио                         |
| 2005      | Наперекор судьбе; Преграда на пути любви          | падре; падре Ансельмо               |
| 2006-07   | Самая прекрасная дурнушка (последняя роль в кино) | Рафаэль                             |

### Фильмы
| Год  | Название фильма                                         | Роль                                          |
| ---- | ------------------------------------------------------- | --------------------------------------------- |
| 1951 | Капитан Горацио (Великобритания); Покоритель морей      | Испанский офицер, нет в титрах; эпизод        |
| 1952 | Анхелика                                                | брат Артуро                                   |
| 1953 | Неверные                                                | Тито, приглашённый на вечеринку, нет в титрах |
| 1955 | Женщина Икс                                             | друг Раймундо, нет в титрах                   |
| 1956 | Корзина мексиканских сказок; Кривой ход; Новые лица     | Альберто Дуваль; эпизод; эпизод               |
| 1958 | Школа для свекровей                                     | Эдуардо «Лало»                                |
| 1959 | Остров на двоих Рождён любить                           | Карлос; эпизод                                |
| 1961 | Бог будет знать, как нас судить                         | эпизод                                        |
| 1966 | Куэрнавака весной                                       | эпизод                                        |
| 1971 | Создатель страха                                        | Ортис                                         |
| 1972 | Тампико                                                 | следователь#2                                 |
| 1973 | Сан-Симон-де-лос-Магуейес                               | эпизод                                        |
| 1977 | Божественная каста; Мина, ветер свободы                 | дон Габриель эпизод                           |
| 1981 | Неизвестный герой; След смерти                          | падре Хоакин Аревало; эпизод                  |
| 1982 | Подметальщик улиц; Фургон-убийца                        | эпизод; гость на вечеринке, нет в титрах      |
| 1983 | Настоящий мужчина                                       | доктор                                        |
| 1985 | Король района; Перепелятник, или голубь                 | адвокат; эпизод                               |
| 1986 | Убийство в трёх актах (США)                             | менеджер                                      |
| 1987 | Власть, которая развращает; Убийство судебных приставов | Хойеро; Тендеро                               |
| 1989 | Ловчий смерти 3 (США)                                   | фермер                                        |
| 1989 | Свидание со смертью                                     | нотариус                                      |
| 1990 | Бог оплатил это ему                                     | Эпизод                                        |
| 1995 | В темноте это заставляет меня смеяться                  |                                               |
| 1998 | Тихая ночь                                              | эпизод                                        |

## Театральные работы
| Год                | Название спектакля     | Роль |
| ------------------ | ---------------------- | ---- |
| Конец 1940-х годов | Незавершённая симфония |      |